# 散裝料
散裝料（knock-down kit）是指由一個產品的所有零件組成的套件。這些零件是在其他國家生產，以散裝料的方式出口到另一個國家，進行最後組裝後即為原產品。
散裝料也稱為knockdown，簡稱KD。

## 定義
全散裝料（Complete knock down），簡稱CKD，是一種常見的散裝料處理方式，是指將產品的零件完全拆解，這也是供應零件到一特定市場的作法，特別是要運送到國外，或者是因為價格相關因素而做的處理方式。全散裝料在汽車產業、公共汽車、重式卡車及鐵路運輸都是常見的作法，在電子產品、家具及其他產品也常用全散裝料。公司會因為許多不同的理由而將產品以全散裝料方式出口給外國的分公司，再由外國分公司進行組裝，原因可能是避免進口關稅、利用當地較廉價的組裝人力來降低成本、或者就是交易條件的要求（例如公共交通專案會要求產品要在該國製造）。
若散裝料中有些已是由零件組成的半成品（例如電子業中，在工廠製造的電路板），則稱為半散裝料（semi knocked down），簡稱SKD。在汽車產業中，將全散裝料和半散裝料的出口都稱為散裝出口（knocked-down export, KDX），若汽車是在原產地組裝後直接出口，稱為built-up export（BUX）。
散裝料的英文knock-down kit在技術層面可以算是不當用詞，因為散裝料是一開始就是散裝的，不是先組成產品後再拆解（knock-down）成零件，在出貨時也不是以一組一組的套件方式出貨，而是將各零件分開包裝，放入貨櫃中運送。散裝料是要半散裝還是全散裝是依收貨方的需求及技術能力、或是進口國的相關法規或是政策來決定。開發中國家的經濟貿易政策可能會鼓勵進口替代，因此若產品是以全散裝料的方式進口，可以慢慢將其他部份的零件替換為本國生產，有對應機能的零件。
散裝件的組裝工廠一般會比原產地的工廠成本要低，也比較容易營運，因為不需要現代的機器人設備，而且工資也會比原產地要低。若是小量的生產，這類工廠的生產效果很好。散裝料的概念可以讓開發中國家的公司可以特定產業中採得生意。同時，散裝件出口的公司也獲得了新的市場。